# Плодовоягодное
Плодовоягодное (каз. Плодовоягодное) — село в Меркенском районе Жамбылской области Казахстана. Входит в состав Жамбылского сельского округа. Расположено у южной границы села Мерке. Код КАТО — 315433600.

## Население
В 1999 году население села составляло 1930 человек (917 мужчин и 1013 женщин). По данным переписи 2009 года, в селе проживало 1918 человек (933 мужчины и 985 женщин).